# Opoku Agyemang
Nana Opoku Agyemang-Prempeh (Obuasi, 7 giugno 1989) è un ex calciatore ghanese, di ruolo attaccante.

## Carriera

### Club
Dopo aver giocato in patria con l'Ashanti Gold, e dopo una stagione in Tunisia, si è trasferito in Qatar, all'Al-Sadd.

### Nazionale
Ha giocato nella nazionale ghanese Under-17.
Con la nazionale di calcio del Ghana Under-20 ha vinto il campionato mondiale di calcio Under-20 2009. Ha debuttato anche in nazionale maggiore.

## Palmarès

### Club

#### Competizioni nazionali
- Qatar Crown Prince Cup: 1

Al-Sadd: 2008

#### Competizioni internazionali
- Coppa della Confederazione CAF: 2

Sfaxien: 2007, 2008
- AFC Champions League: 1

Al-Sadd: 2011

### Nazionale
- Campionato mondiale Under-20: 1

Egitto 2009